# Campos dos Goytacazes
Campos dos Goytacazes, amtlich portugiesisch Município de Campos dos Goytacazes, ist eine Großstadt im  Bundesstaat Rio de Janeiro in Brasilien. Die Bevölkerung wurde zum 1. Juli 2020 auf 511.168 Einwohnern geschätzt. Sie liegt am Rio Paraíba do Sul und ist 280 Kilometer nordöstlich der Hauptstadt Rio de Janeiro entfernt.
Campos dos Goytacazes erstreckt sich über eine Fläche von rund 4032 km² (2018) und ist damit mit Abstand die flächengrößte Gemeinde des Bundesstaates. Die Bewohner werden Campistas genannt.
In der Region wird vor allem Zuckerrohr angebaut und verarbeitet, gefolgt von Kaffee, Tabak und tropischen Früchten. Wirtschaftlich wichtiger ist jedoch nach Funden auf dem vorgelagerten Festlandssockel die Rolle als Zentrum der Erdölförderung.
Eine Attraktion der Stadt ist die aus dem Jahr 1652 stammende antike Basilika von „São Salvador“. Campos dos Goytacazes verfügt über ruhige Strände mit Häusern von lokalen Fischern und zunehmend auch mit Wochenendhäusern.
Die hohen Wellen in der Umgebung der Mündung des Rio Furado kann man zum Surfen nutzen. Auf dem Gemeindegebiet befindet sich auch die Lagoa Feia (deutsch: Hässlicher See), der mit 170 km² zweitgrößte Süßwassersee Brasiliens.

## Geographie
Umliegende Gemeinden sind São Francisco de Itabapoana, São João da Barra, Quissamã, São Fidélis, Cardoso Moreira, Italva, Bom Jesus do Itabapoana und Mimoso do Sul im Bundesstaat Espírito Santo.

## Klima
Die Stadt hat tropisches Klima, Aw nach der Klimaklassifikation nach Köppen und Geiger. Die Durchschnittstemperatur ist 23,6 °C. Die durchschnittliche Niederschlagsmenge liegt bei 1073 mm im Jahr. Im Südsommer fallen weniger Niederschläge als im Südwinter.

## Bevölkerung
Von den laut der Volkszählung 463.731 Einwohnern im Jahr 2010 lebten 45.006 im ländlichen Raum und 418.725, rund 90 %, im urban bebauten Ortsbereich.
| Jahr | Einwohner |
| 1940 | 225.443   |
| 1950 | 240.829   |
| 1960 | 292.292   |
| 1970 | 318.806   |
| 1980 | 348.542   |
| 1991 | 376.496   |
| 2000 | 407.118   |
| 2010 | 463.731   |
| 2020 | 511.168   |
| Die zur Anzeige dieser Grafik verwendete Erweiterung wurde dauerhaft deaktiviert. Wir arbeiten aktuell daran, diese und weitere betroffene Grafiken auf ein neues Format umzustellen. (Mehr dazu) |           |

## Religion
Campos dos Goytacazes ist Sitz des Bistums Campos.

## Verkehr
Der Flughafen Campos dos Goytacazes liegt 1 km von der Gemeinde entfernt.

## Persönlichkeiten
- Antônio Maria Corrêa de Sá e Benevides (1836–1896), Bischof von Goiás und Mariana
- Francisco Maria Correia de Sá e Benevides (1846–1896), Politiker des Kaiserreichs
- Ricardo Kirk (1874–1915), erster brasilianischer Armee-Aviator
- Neusa Amato (1926–2015), Physikerin und Hochschullehrerin
- Didi (1928–2001), eigentlich Valdir Pereira, Fußballspieler
- Álano Barcelos (1931–2008), Rechtsanwalt, Hochschullehrer und Politiker
- João Carlos Batista Pinheiro (1932–2011), Fußballspieler und -trainer
- Roberto Gomes Guimarães (1936–2025), römisch-katholischer Bischof von Campos
- Amaro Barbosa (1937–2010), Fußballspieler
- Amarildo (* 1939), Fußballspieler und -trainer
- José Pedro Santos (* 1976), Fußballspieler
- Bruno Rangel (1981–2016), Fußballspieler
- Douglas Cobo (* 1987), Fußballspieler